# 大口小銀漢魚
大口小銀漢魚，為輻鰭魚綱銀漢魚目擬銀漢魚科小银汉鱼属的其中一種，分布於中東太平洋下加利福尼亞海域，為熱帶魚類，體長可達8公分，棲息沿海淺水域，成群活動，生活習性不明。